# شهرستان ایتاسکا (مینه‌سوتا)
شهرستان ایتاسکا (به انگلیسی: Itasca County) شهرستانی در ایالات متحده آمریکا است که در مینه‌سوتا واقع شده‌است. نام این شهرستان از نام دریاچه ایتاسکا گرفته شده که کوتاه شده عبارت لاتین veritas caput به معنی سر حقیقی است که اشاره به سرآب بودن این دریاچه برای رودخانه میسیسیپی می‌باشد. قسمت‌هایی از منطقه اختصاصی سرخپوستی متعلق به قبیله‌های بویس فورته و لیچ لیک در محدوده این شهرستان واقع است.